# John Kent Harrison
John Kent Harrison – kanadyjski reżyser i producent telewizyjny.
Studiował w Columbia University. Nominowany do nagrody Directors Guild of America Award za reżyserię filmu Dzieci Ireny Sendlerowej (2009).

## Filmografia
- 1995: Córeczka Johnny’ego (Johnny's Girl)
- 1995: Strażnik, kucharz i dziura w niebie (Ranger, a Cook and the Hole in the sky, the)
- 1997: Co usłyszał głuchy (What the Deaf Man Heard)
- 1997: Stary (Old Man)
- 1999: Wiesz kim jestem (You know my name)
- 2000: Podzielony dom (House divided, the)
- 2003: Helena Trojańska (Helen of Troy)
- 2005: Jan Paweł II (Jan Pope II)
- 2009: Dzieci Ireny Sendlerowej (Courageous Heart of Irena Sendler)